# George Field (chimiste)
Pour les articles homonymes, voir George Field et Field.
George Field est un chimiste anglais né vers 1777 à Berkhampstead, Hertfordshire et mort à Syon Hill Park Cottage, Isleworth, Middlesex, le 28 septembre 1854.
Il est surtout connu pour ses travaux sur les pigments et sa théorie de la couleur publiée en 1835 sous le titre Chromatography.

## Biographie
Né probablement en 1777 à Berkhampstead dans une famille de cette ville, il y fit ses études. Vers l'âge de dix-huit ans il partit pour Londres pour y chercher une profession. Il pensait trouver des opportunités dans l'application de la chimie à la fabrication des pigments et teintures. La guerre en Europe interrompant l'approvisionnement de garance de Hollande menaçait son activité, et il envisagea de la cultiver. Il entra en contact avec Joseph Banks, qui avait abandonné après une tentative infructueuse de culture en Essex.
Field planta la garance dans son propre jardin, et produisit à partir des racines d'excellents échantillons de colorant. Il avait cependant besoin de raffiner le jus. Il inventa à cet effet un percolateur à pression atmosphérique, qu'il exposa sous le nom de physeter, avec un appareil de séchage et une presse, à la Royal Society of Arts, dont il reçut la médaille d'or en 1816 pour « son appareil de préparation des pigments laque ».
Le même appareil fut appliqué au raffinage du sucre plusieurs années plus tard. Field n'avait pas déposé de brevet ; il continuait à s'appliquer à la chimie des couleurs, avec succès.

## Chromatography
Field inventa deux instruments destinés à comparer les couleurs, un metrochrome et un cône optique dont il utilisait les divers effets de réfraction.
La réputation de Field l'amena à des échanges avec les artistes les plus importants de l'Angleterre de son époque, Constable et Turner, dont il n'appréciait cependant pas la peinture basée sur la couleur.
En 1835, il publia à Londres sa théorie des couleurs, sous le titre « Chromatography; or, a Treatise on Colours and Pigments, and of their Powers in Painting » (Chromatographie, ou Traité des couleurs et pigments et de leurs puissances dans la peinture).
Field construit son système de couleurs sur les trois primaires jaune, rouge, bleu prévues par Jacob Christoph Le Blon pour l'impression en couleurs, un cercle chromatique, une analogie avec les harmonies musicales, en opposition avec la théorie des couleurs de Newton.

## Ouvrages
- (en) « Tritogenea; or, A brief Outline of the Universal System », The Pamphleteer vol. ix. (1813–26); 3rd edit., London, 1846.
- (en) « Dianoia. The third Organon attempted; or, Elements of Logic and Subjective Philosophy », The Pamphleteer, vol. xii.
- (en) « The Analogy of the Physical Sciences indicated », The Pamphleteer vol. xv.
- (en) « Æsthetics; or, the Analogy of the Sensible Sciences indicated, with an appendix on light and colours », The Pamphleteer vol. xvii, 1820.
  - ed. fac-simile, Bristol : Thoemmes press, 1999.
- (en) « Ethics; or, the Analogy of the Moral Sciences indicated », The Pamphleteer vol. xxiii.
- (en) Outlines of Analogical Philosophy, being a primary view of the principles, relations, and purposes of Nature, Science, and Art, 2 vols., London, 1839.
- (en) George Field, Chromatography; or, a Treatise on Colours and Pigments, and of their Powers in Painting, 1835 (lire en ligne)
  - édition revue par T. W. Salter, 1869.
  - édition de Salters revue par J. S. Taylor, 1885.
- (en) George Field, Chromatics : Analogy, harmony and philosophy of colours, Londres, David Bogue, 1845 (lire en ligne)
- (en) Rudiments of the Painter's Art; or, a Grammar of Colouring (London, 1850),
  - revu et en partie réécrit par R. Mallet, 1870.
  - revu et en partie réécrit par E. A. Davidson, avec de nouvelles sections sur la peinture au sépia, à l'aquarelle et à l'huile, 1875.
  - réédité Londres 1903.